# Wolf Solent
Wolf Solent ist der Titel eines 1929 in New York und London und 1930 erstmals in deutscher Übersetzung erschienenen Romans von John Cowper Powys und der Name des Protagonisten. Das umfangreiche, während eines längeren Aufenthalts von Powys in den USA verfasste Werk zählt zu den wichtigen, aber in Deutschland wenig bekannten und heute nur noch selten gelesenen englischen Romanen des 20. Jahrhunderts. Hinter der Fassade eines Entwicklungsromans, in dessen Fortgang der Protagonist immer tiefer in Skandalgeschichten verstrickt und zwischen zwei Frauen hin- und hergerissen ist, werden eine radikale Haltung und eine skeptische Weltanschauung des Autors deutlich, die das Streben nach intensiven subjektiven, ja mystischen Empfindungen über alle bürgerlichen Konventionen in den Mittelpunkt seines Lebens stellt und zugleich an dieser Empfänglichkeit leidet.

## Inhalt
Die in 25 Abschnitte gegliederte Handlung umfasst eine Periode von 15 Monaten in einer Zeit, in der es auf dem Lande offenbar noch keine Autos gab und nur Gas- und Petroleumlampen die Kleinstädte erleuchteten. Wolf Solent, einem Geschichtslehrer von 35 Jahren, wird von dem exzentrischen Müßiggänger Mr. Urquhart, Gutsherr auf King’s Barton im ländlichen Dorset eine Anstellung als Privatsekretär angeboten. Solent nimmt das von dem seiner Mutter nahestehenden und mit Urquhart verwandten Lord Carfax übermittelte Angebot an, nachdem er sich bei einem Vortrag äußerst abfällig über die moderne Zivilisation ausgelassen und dadurch unbeliebt gemacht hat. Ohne zu wissen, was sein konkreter künftiger Auftrag sein wird, will er, der Träumer, dem angespannten Londoner Großstadtalltag und dem Umkreis seiner energischen Mutter Ann Haggard Solent entfliehen und in die entspannte Umgebung seiner Kindheit zurückzukehren, wo sein Vater nach einem skandalträchtigen Leben als gebrochener Mann im Armenhaus von Ramsgard starb. Seine Mutter, die den verantwortungslosen Vater verließ und ihn ihr Leben lang verachtete, missbilligt Wolfs fehlenden Ehrgeiz und zunächst auch seine Umzugspläne.

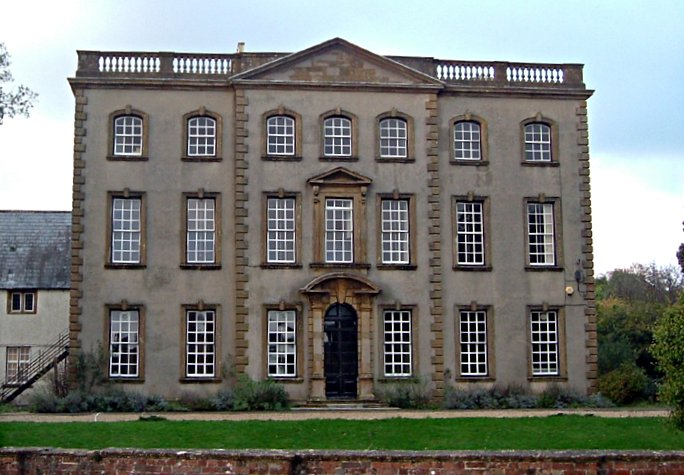
Sherborne House, ein Herrenhaus in Dorset

Schon auf der Bahnreise des Protagonisten nach Ramsgard, das er mit 10 Jahren zusammen mit seiner Mutter verlassen hatte, wird die überragende Rolle der Natur für sein Empfindungsvermögen deutlich. Er erblickt in allen Objekten am Wege Bedeutsames, Mythologisches und Belebtes. Diese Fähigkeit ist zu extremer Sensitivität gesteigert: „Es ist mir gleichgültig, ob ich Geld verdienen werde. Es ist mir gleichgültig, ob ich mir einen Namen machen werde. […] Alles, was ich wünsche, sind gewisse Empfindungen!“ Seine eigenen Gedanken und Gefühle sind für ihn ebenso materiell und real wie die äußere Welt.
Von Mr. Urquhart, Squire auf King’s Barton, erhält er den vage gehaltenen Auftrag, eine Chronik des Bezirks zu schreiben, die das Abseitige des menschlichen Zusammenlebens, also die Erinnerung an die Skandale und die Unmoral der Einwohner, in den Mittelpunkt stellt. Später stellt sich heraus, dass er von Urquhart gesammelte Gerichtsakten und obszöne Anekdoten in eine sprachlich und literarisch angemessene Form bringen soll und sich dabei auf die Skandale und Verbrechen konzentrieren soll. Solent wird eine Mietwohnung im Haus einer Mrs. Otter angeboten. Dort leben auch ihre Söhne Jason, ein hochnervöser, religiöser, dabei furchtsam-pessimistischer Dichter, der Gedichte voller Tiersymbolik schreibt, und Darnley, ein „Unterlehrer“, jedoch mit dem Benehmen eines Gentlemans. Solent zieht dort ein und befreundet sich mit Darnley.
Bald lernt er Menschen kennen, die seinen Vater noch gekannt haben. Die auffallend hässliche Selena Gault hält eine positive Erinnerung an den Vater, den sie offenbar geliebt hat, aufrecht und pflegt sein verunkrautetes Grab. Solent erfährt, dass sein Vorgänger als Privatsekretär, ein junger Mann namens Redfern, sich im Lenty Pond ertränkt haben soll. Von Urquhart erhält Wolf Solent die Aufträge, ein bestimmtes Buch vom Antiquariatsbuchhändler Malakite zu beschaffen und sich beim Steinmetz Torp in Blacksol um die Fertigstellung von Redferns Grabstein zu bemühen, da die Arbeit offenbar seit längerem nicht vorankommt. In Torps Haus erliegt Solent auf der Stelle der erotischen Anziehung von dessen 18-jähriger Tochter Gerda. Sofort schmiedet er Pläne, wie er sie rasch wiedersehen kann, und fasst den Entschluss, sie um jeden Preis zu „besitzen“ (73). Allerdings stellt er fest, dass er einen Rivalen hat, den Ladengehilfen Mr. Weevil, dem Gerdas junger Bruder Lob ein privates erotisches Bild von ihr beschafft hat, welches sie rittlings auf einem Grabstein sitzend zeigt.
Ein weiterer Besuch führt ihn zu Malakite, von dem das Gerücht umgeht, dass er ein Kind mit seiner inzwischen „aus Scham“ verstorbenen älteren Tochter gezeugt habe. Beim Tee trifft er auf Malakites jüngere Tochter Christie, der er ohne jede Hemmung seine Betörung durch Gerda gesteht, welche Christie gut kennt. Diese macht ihn darauf aufmerksam, dass er bei Gerda viele Rivalen habe, doch bisher sei jedoch keiner bei Gerda erfolgreich gewesen. Christie, eine intellektuell interessierte Hegel- und Spinoza-Leserin, die in einer inzestuösen Atmosphäre ihres Vaterhauses eingeschlossen ist und für die die Lektüre philosophischer Schriften ein Ersatz für das Leben draußen ist, ist bereit, Wolf bei der Eroberung der mit ihr befreundeten Gerda unterstützen; sie bringt den Stein durch einen Brief an diese mit ins Rollen.
Schon beim zweiten Treffen Wolf Solents mit Gerda kommt es zu einem stundenlangen gemeinsamen Waldspaziergang. Das Erlebnis der Natur löst bei Wolf einen tranceartigen Zustand aus, eine „mystische Ekstase“ (124), eine Form von Glückseligkeit, welche anders als die Liebe keine Gegenleistung verlangt. Gerda eröffnet Solent, dass sie sich vorstellen könne, ihn zu heiraten. Eine geheimnisvolle Atmosphäre entwickelt sich auch bei seinem gemeinsamen Gang mit Jason Otter zum Lenty Pond, in dem sich Mr. Redfern ertränkt haben soll. Jason hat ein Gedicht über den Teich und eine Wasserschlange oder Nymphe geschrieben, die die Männer in den Teich zieht. Dabei treffen sie Roger Monk, den Gärtner und Hausdiener Urquharts. Wolf fragt Monk nach einer Unterkunft für seine Mutter, die ihrem Sohn brieflich angekündigt hatte, ihn bald zu besuchen und vielleicht bleiben zu wollen. Mr. Monk bietet Solents Mutter ein Zimmer in seinem Gartenhäuschen an, was Mr. Urquhart beunruhigt. Solent fragt sich, ob er mit seiner Präsenz im Ort an den Rand eines psychischen Abgrundes krankhafter Konflikte, eines Strudels von Unmoral rührt.
Die Ankunft von Solents dominanter Mutter löst Panik bei Selena Gault aus und stößt Wolf aus seinen Phantasien in die Wirklichkeit zurück. Die erste Nacht im Ort verbringt Ann Haggard bei dem Hutmacher Albert Smith in Ramsgard, dessen verstorbene Frau Solents Vater gut gekannt hat. Smiths Tochter Mattie kümmert sich um ihre Nichte Olwen, die Tochter ihrer verstorbenen Schwester. Olwen erzählt Solent, dass Smith nicht ihr wirklicher Großvater sei; das habe sie von ihm selbst gehört. Die laute Unbefangenheit, mit der Ann mit dem betreten wirkenden Smith umgeht, erweckt in Solent den Verdacht, dass sie sich nach 27 Jahren der Abwesenheit an den Dorfbewohnern für irgendetwas rächen wollen.
Erst eine Woche ist nach Wolf Solents Ankunft vergangen, da lässt sich Gerda, die sich mit ihm zu einem Waldspaziergang verabredet hat, in ihrer „unheilvollen Passivität“ (161) von ihm in einer Scheune auf verblasstem gelben Farnkraut verführen. Sie versprechen sich die Ehe. Solent spinnt sich in eine reiche Pflanzenmetaphorik ein. Er ist tiefer berührt von Gerda, als er es in seinen bisherigen oberflächlichen Beziehungen in London je war.
Die Verwicklungen eskalieren in den nächsten Episoden: zunächst durch einen Kneipenstreit, der fast in einer Schlägerei endet, und bei dem Jason behauptet, dass Urquhart seine Seele an Monk verkauft habe, während es Solent dämmert, dass Mattie die Tochter seines Vaters, also seine Halbschwester ist; auf dem Pferdemarkt, wo Solent Miss Gault trifft und sie aus einer Eingebung heraus fragt, ob Olwen das Kind von Malakites verstorbener Tochter Lorna sei. Darauf reagiert Miss Gault, die als Vertreterin der Behörde für die Trennung des Kindes von seiner Mutter verantwortlich war, feindselig. Schließlich eröffnet Mattie Wolf auf dem Jahrmarkt, dass sie tatsächlich seine (Halb-)Schwester ist. Sie war es, die ihren Stiefvater Mr. Smith genötigt hat, Olwen nicht ins Heim zu geben, sondern zu sich zu nehmen, da Olwen ihre Tante Christie hasst und nicht im Haus Malakites leben wollte. Die Tatsache, dass Solent auf dem Jahrmarkt aktiv nach einer Begegnung mit Christie sucht, kaum dass er seit einem Tag mit Gerda zusammen ist, führt dazu, dass Mrs. Torp ihm vorwirft, sich wie sein Vorgänger Mr. Redfern an allen Mädchen des Ortes vergreifen zu wollen. Als Solent die einsame Christie auffindet, registriert er bei sich ein Gefühl der platonischen Gefühlseinheit, jedoch keine erotische Anziehung, während ihm Gerda immer fremder wird und er sich fragt, ob seine Entscheidung, sie zu heiraten, richtig war.
Nach einem Zeitsprung zeigt die nächste Episode Wolf Solent, der sich eine Teilzeitbeschäftigung als Lehrer in der städtischen Lateinschule gesucht hat, mit Gerda zusammen in einem gemieteten Arbeiterhäuschen im ärmeren Teil von Blacksod. Wolf muss erkennen, dass Gerdas Gefühle „einem Wesen von einem anderen Stern“ (246) zugehören, da sie keine Ahnung davon hat, was in ihm vorgeht. Als Gerda wegen des angekündigten Besuchs ihrer Mutter die Wohnung putzt, Wolf des Raumes verweist und sich seinen Annäherungen entzieht, reagiert er gekränkt und sucht Christie auf, die seine schüchternen ersten Annäherungen passiv zulässt. Beide fühlen erneut eine platonische Seelengemeinschaft. Bei der Teerunde mit Gerda, Christie, Mrs. Solent und Mrs. Torp erscheinen auch Lob und Mr. Weevil, der Gerda an frühere gemeinsame Ausflüge mit ihm erinnert. Mrs. Solent ist irritiert, Wolf spürt Anflüge von Eifersucht; um dieser zu entgehen, beschließt er, sich künftig zu teilen in ein körperliches Wesen, das Gerda gehört, und ein geistiges Leben, welches nur Christie zum Zweck und Ziel hat. Scheinbar befreit vom Entscheidungszwang fühlt er sich „auf magische Art gut“ (313).
In einer weiteren Episode trifft man Wolf im Haus der Smiths an. Mr. Smith erleidet einen Schlaganfall und stirbt – hohe Schulden und kein Geld für seine Familie hinterlassend – mit Verwünschungen gegen „Bastarde“ auf den Lippen. So stellt sich die Frage, was mit Olwen geschehen soll. Als Miss Gault die Trauergemeinde Smith besucht, schlägt sie vor, Mattie und Olwen – die, wie immer deutlicher wird, einer inzestuösen Verbindung Malakites mit seiner Tochter entstammt – in ein Armenhaus im entfernten Taunton zu bringen. Scheinheilig führt die Tiernärrin Miss Gault aus, sie selbst könne das Mädchen nicht aufnehmen, da sie vielleicht ihre Katze quälen könnte. Miss Gault erscheint nun plötzlich roh und bösartig. Da Mrs. Otter und Darnley Mattie und Olwen angeboten hatten, bei ihr zu wohnen, was Mattie zunächst abgelehnt hatte, interveniert Wolf und nötigt Mattie, das Angebot der Otters anzunehmen, um die unwürdige Ausweisung aus dem Ort zu verhindern.
Bei einer Kegelparty in der Schänke hört Wolf, dass der alte Wirt Mr. Round durch sein Gerede Mr. Redfern den „Garaus gemacht“ (367) habe. Offenbar verheimlicht das ganze Dorf Wolf Solent ein Geheimnis um den Lenty Pond. Jason kritisiert auf dem Heimweg Wolfs Illusionen über seine Beziehung mit Gerda und prophezeit, dass er irgendwann gehörnt werde. Wolf überfällt sogleich Kämpfergeist, mit der er seine Lebensillusion, seine „Mythologie“ aufrechterhalten will. Christie gesteht ihm am gleichen Abend, dass sie durch ihn aus ihrer emotionalen Teilnahmslosigkeit erwacht sei; sie mache sich nichts mehr aus ihren philosophischen Büchern, wirkt jedoch überfordert von seiner idealistischen Vorstellung platonischer Liebe, mit der sie wenig anfangen kann.
Als Wolf nach Blacksod zurückkehrt, begegnet er Weevil und vermutet, dass dieser Gerda besucht hat. Angeblich haben die beiden nur Dame gespielt, doch wird Wolf erneut von Eifersucht gequält. Am Rande eines Schulfestes trifft er am Grab Mr. Redferns Gerda und seine Mutter. Gerda, die sich mit Tierspuren und -gerüchen auskennt, behauptet, dass ein Loch an der Seite des Grabes nicht von Tieren gegraben worden sei, sondern von Menschen. Während die Mutter das Loch schließen möchte, will Gerda zum Fest eilen. Es kommt zum Streit zwischen beiden. Wolfs Mutter behandelt Gerda mit gönnerhafter Ironie; für sie ist Gerda eine „manierlose Proletarierin“ (418), während sich Gerdas zunehmender Zorn gegen die feinen Leute und auch Wolf richtet.
Nun erfolgt ein Zeitsprung von drei Monaten. Wolf ist zunehmend unzufrieden mit seiner Arbeit für den unheimlich-perversen Mr. Urquhart und kündigt seine Stellung als Privatsekretär. Dafür arbeitet er länger an der Lateinschule, deren Schüler er wegen ihrer Dumpfheit hasst. Seine Mutter muss aus ihrem Quartier ausziehen und möchte eine Teestube eröffnen. Wolfs Geldmangel und der Wunsch, ihr finanziell zu helfen, nötigt ihn, seine Tätigkeit für Urquhart wieder aufzunehmen und das Buch zu beenden, worauf Urquhart ihm einen Scheck über 200 Pfund Sterling als Vorschuss überreicht und eine gute Flasche Wein aufmacht. Im Rausch redet er plötzlich von Redferns Tod: Dieser sei nicht ertrunken, sondern nur nicht transportfähig gewesen; man habe ihn falsch behandelt. Wolf ahnt, dass die Wiederaufnahme seiner Tätigkeit für Urquhart und die Annahme einer Einladung Christies für den nächsten Tag seinen Seelenfrieden endgültig stören werde. Seine Lebensillusion, die darin bestehe, dass er die „Partei des Guten gegen das Böse“ (465) ergreife, ist in Gefahr. Er fürchtet, dass er Christie mit seinem Geschwätz über platonische Liebe in einen Geist verwandeln wollte, nur um ihre geistige Sympathie zu gewinnen, während er Gerda durch seine Ernsthaftigkeit ermüde und diese sich in Weevil einen frohen Unterhalter gesucht habe. So fühlt er sich, als ob er zwei halbe Seelen verkauft habe.
Bei seinem Besuch bei Christie am nächsten Tag stellt er fest, dass sie plötzlich ein Interesse an obszönen Büchern zeigt. Nach langem inneren Kampf versucht er, sie zu verführen, wird aber von seinen eigenen Emotionen überwältigt, hält sich für selbstsüchtig und lässt von ihr ab. So hält er seine metaphysische Tugendillusion aufrecht, ist aber zugleich überzeugt, dass er damit Christie viel Leid bringen werde. Diese durchschaut, dass er sich durch seine permanenten Selbstanklagen den Realitäten entzieht und nicht verstehen kann, was andere Menschen fühlen.
Nach einem Jahr hat Wolf das Buch endlich fertig gestellt, die schlimmsten Ereignisse hat er allerdings geschönt. Er erfährt, dass Darnley und Mattie heiraten wollen, während seine Mutter nach wie vor Geld für ihren Teeladen benötigt und Gerda vom Kauf neuen Hausrats träumt. Doch zögert er, den Scheck über 200 Pfund einzulösen, erscheint ihm das doch als Blutgeld für den Verkauf seiner Mythologie. Er will den Scheck zurückgeben und wartet auf Winke des Schicksals, um seine Entscheidung treffen. Diese sind aber nicht eindeutig und so bleibt er unentschlossen. Als er auf dem Weg zu Urquhart bei Christie einkehrt, findet er ein Manuskript von ihr, das enthüllt, dass Wolf ihre Sinne aufgereizt hat, während ihr ein gieriger Alter (offenbar ihr Vater Mr. Malakite) nachstellt. Christie ist empört, dass er es heimlich gelesen hat.
Um Zeit vor seiner Entscheidung über die Annahme des Geldes zu gewinnen, besucht Wolf Bob Weevil, der berichtet, dass er gerade einen Brief von Gerda erhalten habe, die ihn eingeladen habe, weil sie sich einsam fühle. Als er zu Urquhart kommt, streitet dieser gerade mit Jason Otter, der ihm vorwirft, am Tode Redferns Schuld zu sein. Wolf unterbricht den Streit, indem er das fertige Manuskript abliefert. Als er sich durchringt, den Scheck in den Kamin zu werfen, wird dieser vom Wind zurückgeweht. Die Nichte des Wirts erzählt ihm in der Küche des Herrenhauses, dass seit Oliver Cromwells Zeit jeder der Gutsherren einen jungen Mann in den Lenty Pond getrieben habe; Redfern sei aber im Bett gestorben. Andere Gerüchte besagen, dass sein Geist seit Wolfs Ankunft Ruhe gefunden habe; Wolf werde ihm als nächster folgen.
Als er nach Hause zurückkehrt, findet er Weevil zum Tee bei Gerda. Diese erscheint tiefgreifende verändert, kann sich nicht mehr über den Scheck freuen und weist ihn zurück. Wolf fährt kurze Zeit danach nach Ramsgard und findet Miss Gault am Grab seines Vaters. Er gesteht ihr, dass er seine Lebensillusion getötet und seinen Stolz verloren habe. Sie durchschaut, dass er mit beiden Frauen ein böses Spiel getrieben hat; in Wahrheit hasse er Frauen ebenso wie dies Urquhart und Jason Otter täten. Wolf besucht das Arbeitshaus in Ramsgate und trifft Mattie und Olwen vor der Kirche. Diese äußert erstmals den Wunsch, ihre Tante Christie zu besuchen, was Mrs. Otter unterstützt. Olwen solle Christie aufheitern. Dieser Besuch wird ein voller Erfolg: Olwen will bei Christie bleiben, wenn Darnley Mattie geheiratet hat.
Inzwischen hat Mrs. Solent ihren Teesalon mit Mitteln eines in sie verliebten Farmers eröffnet. Wolf erkennt, dass sie die Macht hat, „äußere Ereignisse in Übereinstimmung mit ihren Wünschen zu zwingen“ (592). Ihn überkommt Scham über seine eigene Untüchtigkeit und sein Unverständnis für Gerdas Wunsch, ihr Haus mit den 200 Pfund Sterling zu verschönern. Gleichzeitig kommt ihm sein verstorbener Vater sanft im Vergleich zu der „unmenschlichen Freude“ (594) vor, die seine Mutter angesichts trauriger Schicksale zeigt. Eigentlich war er nach Dorset gekommen, um ihr zu entfliehen und sich mit dem Geist seines Vaters zu versöhnen, doch sie hat ihn eingeholt. Nun sind alle außer Miss Gault und ihm selbst glücklich.
Auf dem Friedhof beobachtet er nachts Monk, Round und Urquhart, die sich am Grab Redferns zu schaffen machen. Urquhart, der Redfern offenbar geliebt hat, erteilt den Männern offenbar einen Auftrag und geht weg. Wolf verlässt den Ort und begibt sich zum Lenty Pond. Kurze Zeit ist er versucht, hineinzuspringen. Er fühlt sich als Opfer von Urquharts seniler Perversität und sieht sich selbst auf dem niedersten, animalischen Niveau des Lebens. „Dorsetshire hatte ihn aufgefressen.“ (629) Mit seinem verlorenen Stolz kommt aber die Angst vor dem Tod zurück, und er begibt sich zum Haus der Otters. Olwen bittet darum, vor der Hochzeit von Darnley und Mattie noch einmal bei Mattie übernachten zu dürfen. Wolf, Darnley und Christie begeben sich zu Mr. Malakite, der erklärt, dass Lord Carfax aus London sich bereit erklärt habe, sein ganzes Buchlager mitsamt der pornographischen Literatur kaufen zu wollen. Vom Erlös wolle er – Malakite – sich mit Christie nach Weymouth zurückziehen. Wieder bei Gerda zu Hause, überkommt Wolf die Ahnung, dass Christie sofort Hilfe brauche. Er eilt zu ihr und findet Mr. Malakite im Sterben. Christie sagt, er sei die Treppe heruntergestürzt. Als sie geht, um den Arzt zu rufen, erwacht Malakite noch einmal und beschuldigt Christie, ihn die Treppe herabgestoßen zu haben. Sein letztes Wort ist „Vergessen“. Als Wolf das Christie berichtet, reagiert diese mit einem Anfall von Wut und Verzweiflung.
Die Hochzeit von Darnley und Mattie rückt heran. Über dem Dorf erscheint ein Aeroplan, ein Auto wird gehört – erste Anzeichen eines neuen Zeitalters der Maschinen, die Wolf ängstigen (631), weil sie die Natur entmachten. Der Londoner Verwandte Lord Carfax reist aus Anlass der Hochzeit an, erkennt Gerdas Schönheit und gewinnt sofort ihre Zuneigung. Er ermöglicht Jason Otter, dessen Genie er würdigt, die Publikation seiner Gedichte. Durch den Ankauf von Mr. Malakites Buchlager finanziert er den Umzug Christies und Olwens nach Weymouth. Mit seinem Geld verleiht er auch der Teestube seiner Cousine Glanz und besorgt einem arbeitslosen Kellner, den Wolf mit Kleingeld abgespeist hat, einen neuen Job. Er berichtet, dass der kranke Urquhart den Pfarrer um das Sterbesakrament anbettelt. 
Alle Menschen außer Urquhart und Wolf sind nun glücklich. Diese Erfolge des skrupellosen Lords Carfax, der das Leben so vieler Menschen in kurzer Zeit ins Positive wendet, werfen neue „Schaufeln Erde“ auf den – so Wolf – „Leichnam seiner Lebensillusion“: Sein Kampf mit dem Bösen war eine „platte Selbsttäuschung“ (669). Da gesteht ihm Carfax auch noch, dass die Affäre von Wolfs Vater mit Miss Gault dazu führte, dass er selbst Erfolg bei Wolfs Mutter hatte. Wolf will sich für Carfax’ Flirt mit Gerda rächen und weigert sich, ihm das Grab seines Vaters zu zeigen. Er geht stattdessen zum Grab Redferns und findet dort Roger Monk, der dort gärtnert, aber keine Spur einer Schändung des Grabes.
Nach Hause zurückgekommen, sieht Wolf Gerda durch das Fenster auf Carfax’ Knien sitzen. Er fühlt sich nur noch als Körper, seine Seele ist zerstückelt, alles Überirdische verschwunden. Doch sein Körper rettet ihn: Sein Gemüt war krank, nicht die Natur. Er erinnert sich an Gedichte von William Wordsworth, die die einfachsten Freuden des Lebens preisen. Von seiner Mutter hat er gelernt, dass jeder Mensch allein ist. Nun will er nur noch vergessen und sich freuen. Der saturnische (fruchtbare, goldene) Lehm von Wessex, das „kimmerische Gold“ (693) enthüllt ihm die Schönheit des Lebens. Unsicher, ob Gerda noch auf Lord Carfax’ Knien sitzt, betritt er sein Haus und nimmt sich vor, eine Schale Tee zu trinken.
Alle diese Handlungen spiegeln sich permanent im Bewusstsein Solents, der sich oft in einem beinahe orgiastischen Zustand der Selbstfindung und mythischen Reflexion seiner geistigen Wurzeln befindet und sich damit über das normalen, profane Leben erhebt.

## Biographischer Hintergrund

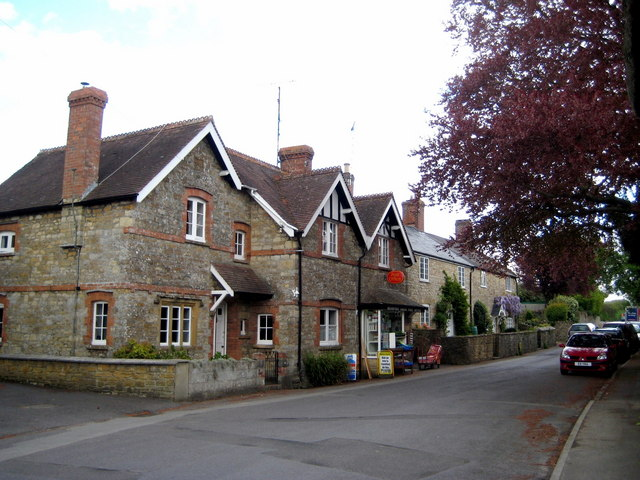
Church Street in Bradford Abbas „(King's Barton)“

Kritiker betrachten das Werk oft als Beispiel des regionalistischen Romans. Das Bild der abgelegenen, relativ unberührten, vormodernen Landschaft Südwestenglands mit ihren sanften Hügeln, Tälern und vielen kleinen Gewässern, dem literarischen „Wessex“ Thomas Hardys, wo Powys seine Kindheit verbrachte und nach der er sich immer zurückgesehnt hat, spielt eine große Rolle. Beeinflusst wurde Powys nach eigenen Aussagen von den Wessex-Romanen Thomas Hardys, was sich nicht zuletzt in der Wahl der Orte der Handlung ausdrückt: Ramsgard ist nach dem Bild Sherbornes in Dorset gezeichnet, das bei Thomas Hardy „South Wessex“ heißt. Dort hatte Powys seit 1883 die Schule besucht. Gerdas und Christies Heimatort Blacksod ist als Yeovil (bei Hardy: Ivell – steht das für evil oder für I (am) well?) in South Somerset (Hardys Outer Wessex) identifizierbar, es steht bezeichnenderweise auf der Grenze zwischen beiden Regionen. Das Dorf King’s Barton ist nach dem Vorbild von Bradford Abbas in Dorset gezeichnet, und das von Solent besuchte Grab König Ethelreds von Wessex liegt in Wimborne Minster in East Dorset.

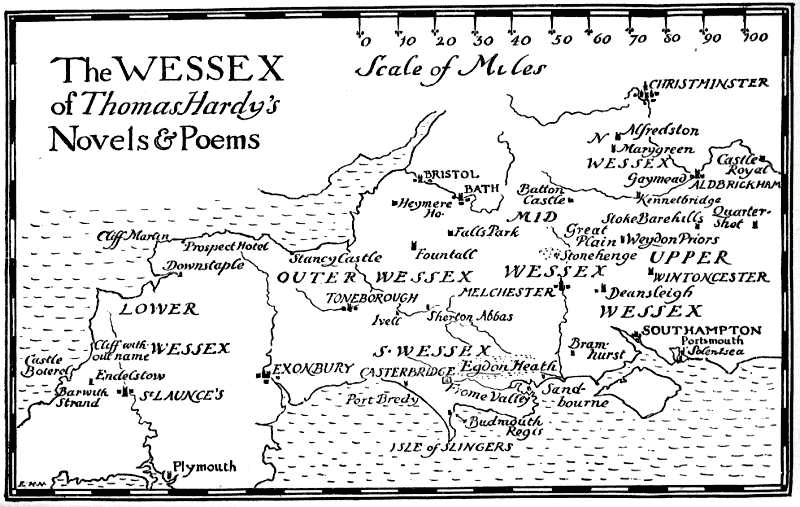
Das literarische „Wessex“, aus: The Wessex of Thomas Hardy von Bertram Windle (1902)

Allerdings ist mit dem Begriff des Regionalismus die Komplexität des Romans bei weitem nicht gekennzeichnet. Wolf Solent ist vor allem ein psychologisch-realistischer, erotischer und zugleich doch philosophisch-metaphysischer Roman mit stark autobiographischen Bezügen, ja eine Selbstproduktion, die der Autor im Alter von 57 Jahren verfasst hat. Den „krankhaft fehlenden Ehrgeiz“ seiner Figur Wolf Solent schreibt er sich an anderer Stelle selbst zu. Wolf Solent neigt wie Powys zu intensiver Introspektion, ja zur psychischen „Selbst-Vivisektion“ bis hin zur „virtuellen Paranoia“. Die äußere Realität wird zu jedem Zeitpunkt gefiltert durch die pervasive Natur seiner komplexen Persönlichkeit. Seine verwirrten erotischen Gefühle – Wolf hat eine starke Tendenz zur Nymphophilie, die er mit dem Autor teilt – erscheinen aus heutiger Sicht als harmlos im Vergleich zu denen der Figur des Humbert Humbert in Vladimir Nabokovs Lolita. Powys war selbst unglücklich verheiratet und unterhielt eine langjährige Beziehung zu der Amerikanerin Phyllis Playter, die exakt Christies Typ entspricht. Jason Otter ist vermutlich nach dem Vorbild des Romanautors Theodore Francis Powys, seines Bruders, gestaltet.
In seiner Autobiographie von 1934 betont Powys, dass der in Dorset geborene Thomas Hardy sein dichterischer „Vater“ und Mentor gewesen sei, nach dessen Vorbild er sich habe entwickeln wollen. Diese Aussage ist umso bedeutsamer angesichts Powys’ Entfremdung von seinem biologischen Vater, einem Geistlichen, mit dessen im Grab verrottenden Schädel er im Roman fiktive trotzige Zwiegespräche hält. Die Traditionen des englischen Pfarrhauses, die Powys in seiner Jugend kennenlernte, und die teils bizarre Figurenzeichnung erinnern an den Roman Wuthering Heights von Emily Brontë. Powys’ Skepsis gegenüber dem christlichen Liebesgebot, welches die Menschen in ein müdes Herdendasein führe, wird von Rolf Italiaander im Nachwort hervorgehoben. Schließlich sind motivische Ähnlichkeiten mit dem Werk H.P. Lovecrafts unübersehbar, z. B. die Dialoge auf den Friedhöfen und vor dem Grab des Königs Ethelred, das Zunageln eines Sarges, der Glaube an vererbte Übel, das Thema des Inzests. Powys’ Byronismus zeigt sich im Weltschmerz und im Gefühl der Isolation des Helden, der sich selbst von anderen durch seine Empfindsamkeit zu unterscheiden glaubt.

## Symbolik und Interpretation
Der Familienname des Protagonisten ist Programm: Der Solent ist der von einem mächtigen Gezeitenstrom durchflossene Kanal, der die Insel Wight vom Festland trennt. Am östlichen Ende liegt Weymouth. Auch Wolf Solent treibt auf einer „geistigen Flutwelle“ (142), er strebt nach „mystischen Orgien“ (223) und ist getrieben von „ozeanischen Gefühlen“. Sowohl Naturphänomene als auch erotische und metaphysische Empfindungen durchströmen ihn; er gibt sich ihnen ganz hin und hat diese Fähigkeit zu einer „private(n) Naturmythologie“ kultiviert, ohne dass er seine Obsessionen genau beschreiben kann. Immer wieder greift er dazu auf Symbole und Metaphern zurück. Er kann seine Empfindungen zwar selbstkritisch reflektieren, aber Entschlüsse fallen ihm schwer. In „Windeseile“ (323) kann er seine eigenen Empfindungen einschätzen, aber sie sind oft so ambivalent, dass sein Denken „schwerfällig“ (615) und sein Handeln gelähmt ist. Für seine Überzeugung, dass die äußere, widerspenstige Realität sich letztlich dem Geist beugt, der sie betrachtet, dass es also „kein Ding an sich“ (379) gibt, kämpft er bisweilen heroisch, dann wieder hält er die angebliche Vorherrschaft seines tiefen inneren Lebensgefühls für eine „Lebensillusion“ (193). Seine extreme Empfänglichkeit lässt ihn einsam und isoliert („sole“), bisweilen schwach und krank, aber auch liebenswert erscheinen. Das Beispiel seiner Mutter zeigt, dass sich die Realität auch entschiedenem Handeln beugt.
Wie viele der Figuren Dostojewskis ist Wolf obsessiv um sein Seelenheil bemüht; er drückt diese Gefühle jedoch vor allem in natur- und landschaftsbezogen Assoziationen und Metaphern aus. Taliesin Gore sieht darin den Ausdruck eines Panpsychismus, wonach alle existenten Objekte seelische Eigenschaften besitzen.
Im Roman wiederholt Wolf Solent die Wanderungen seiner Jugend und streift über die Hügel, die die Grenze zwischen beiden Grafschaften bilden. Beide sind mit unterschiedlichen Landschaftsformen, Vegetationen, Gerüchen und Emotionen konnotiert. Dorset steht für Erde: vorzeitliche heidnische Hügel, Lehm, Schmutz, Mist, Konflikt; Ramsgard wird von einem „Dreckstrom“ durchflossen. Der Name von Gerdas Familie Torp (altenglisch: torp = Hütte, kleines Dorf) ist als Ortsnamenendung -thorp in Wessex besonders verbreitet.
Somerset steht hingegen für Wasser, Regen, Nebel, Wolken, helle aber gedämpfte Farben: wässrig-grüne Wiesen, weißlich-gelbe glanzlose Stoppelfelder, einen blassen Himmel und einen Horizont, an dem man in der Ferne den Bristolkanal ahnt. Das sind Farben, mit denen Dante in der Göttlichen Komödie die Vorhölle, das Purgatorio, charakterisiert (350). Sie signalisieren weder Glück noch Unglück, allenfalls entfernte Hoffnung. So ist jeder Ort im Hintergrund mit anderen Assoziationen verbunden, die Hügel Dorsets stehen aber für die sinnliche Gerda, die weiten Ebenen und der Himmel Somersets für die unkörperlich-geistige Christie.

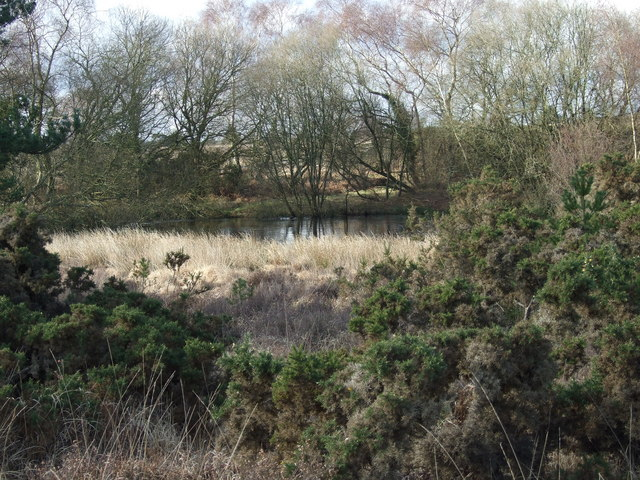
Landschaft in Dorset, Holt Heath, Cock's Moor Pond

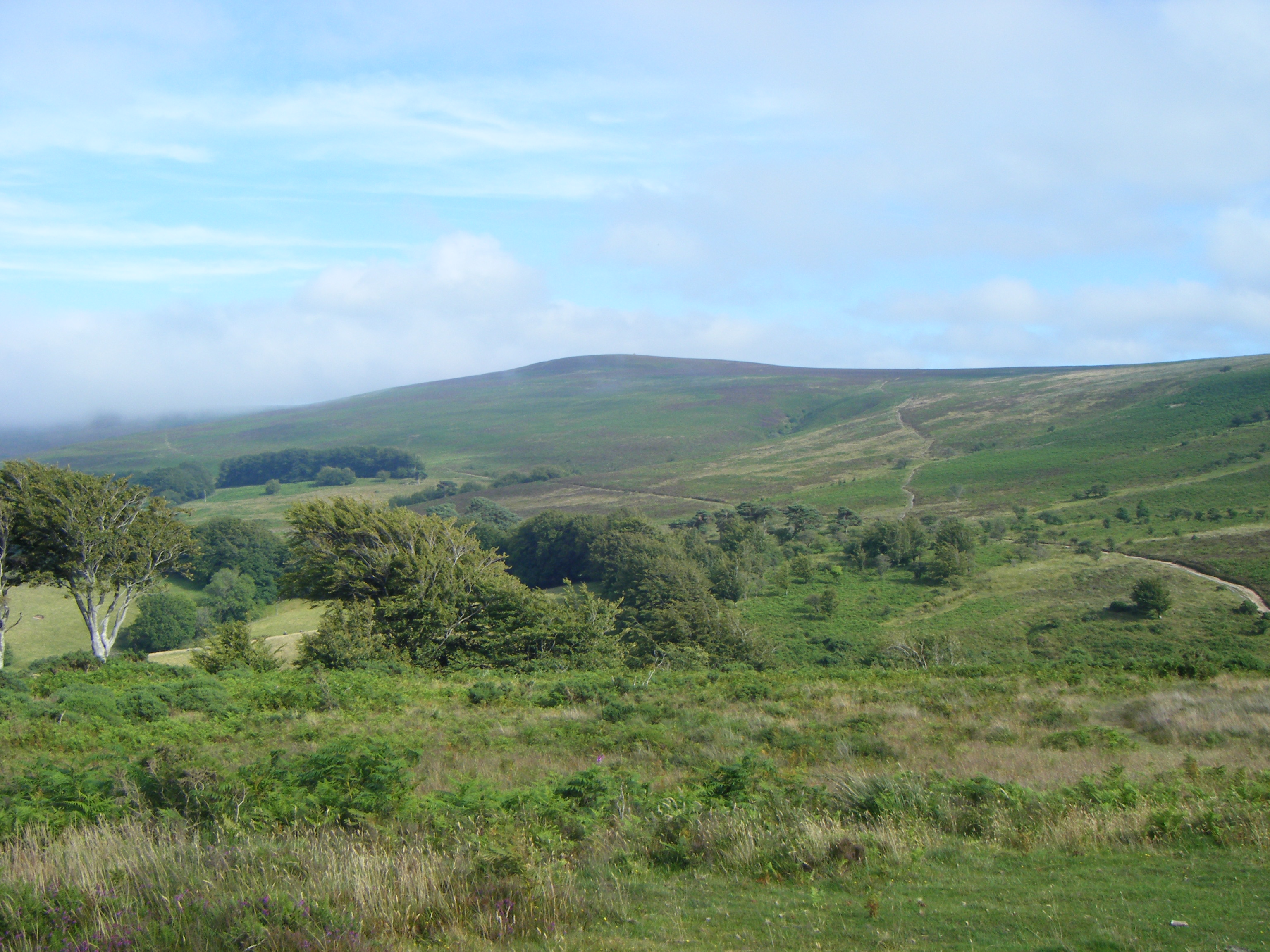
Landschaft in Somerset, Dunkery Hill

Die „Geistlosigkeit der Frauen“ ist ein Motiv, das sich auch in Powys‘ exzentrischer Autobiographie (1934) zeigt. Gerda verkörpert die starken Naturkräfte, Christie einen allerdings schwachen, an sich zweifelnden Intellekt. Die Ambivalenz von Wolfs Gefühlen jungen Frauen gegenüber wird in der gewählten Pflanzen- und Tiersymbolik deutlich: Die Atmosphäre des Hauses, das er mit Gerda teilt, ist durch „Honigklee, vermischt mit Pferdemist“ (257) im Rinnstein charakterisiert. Neben dem Heimathaus der Familie Torp wohnt ein Schweinezüchter. Sein erstes Lager mit Gerda besteht aus verwelktem Farn, die Vegetation ist selten richtig grün. Für Christie stehen blasse Primeln und der Duft von Glockenblumen. Nur gelegentlich sind sexuelle Anspielungen so deutlich wie in einer Szene, in der Christie die von Wolf unbewusst zerdrückten Blumen rearrangiert.
Zeit- und anfallsweise entwickelt Solent einen Hass gegenüber Frauen: auf seine dominante, tatkräftige Mutter, auf Selena Gault, die diesen Hass erkennt, und selbst auf Gerda, die er auf ihre Physiologie reduziert, wenn er sich in seiner leiblich-geistigen Dualität als Zerrissenen sieht. Bald packt ihn „physischer Ekel“ (374); dann wieder erkennt er die emotionale Tiefe weiblicher Liebe, denen seine Ausbruchs- und Realitätsfluchttendenzen gegenüberstehen. Er fühlt, dass die Tränen der Frauen jede „Art von Bösem“ hinwegspülen und den Menschen von der „Tortur rationaler Logik erlösen“ (656).
Die Skandalgeschichten, die Urquhart sammelt, beziehen sich wohl vor allem auf die damals tabuisierten homosexuelle Beziehungen zwischen Männern. Nur Lesbierinnen werden im Roman explizit erwähnt. Die Gerüchte, die sich verbreiten, nehmen die vielfältigsten Formen an und werden zu privaten Mythologien der Dorfbewohner, die gegenüber Außenstehenden sorgfältig verschwiegen oder nur im Rausch geäußert werden und deren Wahrheit durch Wolf kaum zu überprüfen ist. Die Annahme vieler Menschen, dass Wolf Solent Redfern in den Teich folgen werde, gründet sich offenbar darauf, dass Urquhart Redfern durch seine Homosexualität ins Verderben gestürzt hat. Dem ebenfalls homosexuellen Pfarrer fällt es daher schwer, Urquharts Treiben auf dem Friedhof zu unterbinden und ihm die Sakramente zu erteilen.
Solents Vorname und der Nachname von Darnley und Jason verweisen auf Tiere und deren Eigenschaften. Der Otter ist ein semiaquatisches Wesen, Jason verehrt eine Regengottstatue; er spielt die Rolle eines skeptischen Kommentators von Wolfs Handlungen. Der unangenehme Mr. Weevil hat ein Gesicht wie eine „Wasserratte“ (323). Miss Gault (gault ist ein bläuliches Mergelgestein) besitzt hingegen die Augen eines wilden Pferdes und blickt „bestialisch“ (344); ihr Vorname Selena verweist auf den Mond. Olwen wiederum ist ein Name aus der keltischen Mythologie. So heißt die Tochter des Riesen Ysbaddaden, der weiß, dass er am Tage ihrer Verlobung sterben muss. Mr. Malakite (dt.: Malachit) hat „Tierohren“ und „Nüstern“ (650). Der Name Wolf allerdings passt nur zu seiner Einsamkeit, nicht zu seiner Handlungshemmung.
Wolfs Verehrung der Naturkräfte in keltischer Tradition (die er mit seinem Autor Powys teilt, der von den Walisern beim Eisteddfod zum Barden ernannt wurde) kommt im gesamten Roman zum Ausdruck. Wolf taucht immer wieder in eine vegetabil-animalische Welt des „Pflanzenfleisches“ ein, doch das Natürliche bleibt ihm blass und undeutlich. Es scheint ihm, als ob die Begegnung mit Gerda nur „einem äußeren Teil seiner Natur widerfahren“ sei, während Christie sich „tief in sein Wesen versenkt“ (282) habe. Zwar ist die Natur für ihn „stets fruchtbar an Zeichen und Vorzeichen“, sein Gemüt ist stets „aufnahmefähig für flüsternde Stimmen, Winde, dunkle Andeutungen“ (309), aber oft unschlüssig. So findet er in manchen Situationen, dass sich sein Bewusstsein gerade jenen Zeichen widersetzt, die ihm helfen könnten, seine Probleme zu lösen. Die mystische, teils halluzinatorische Verschränkung seiner Bewusstseinszustände mit der äußeren Welt und die Identifikation mit der Natur und ihren Mythen gelingt ihm dann nicht. Zeitweise fühlt er Tieraugen auf sich gerichtet, die ihn ebenso ängstigen wie die Augen von Landstreichern und Bettlern oder die Augenhöhlen des Schädels seines Vaters. Diese Augen sind für ihn eine Verkörperung des Leidens auf der elementarsten Ebene animalischen Daseins. Die Natur hat jedoch weder bösartige noch sadistische Züge, wie er selbst weiß; er projiziert sie offenbar hinein.
Wolfs Erfahrungen provozieren immer wieder metaphysische und philosophische Fragen. Manchmal zweifelt er an der metaphysischen Einheit der Welt und fühlt sich als Polytheist in einer von Naturwesen regierten Welt, dann wieder glaubt er an einen scharfen Gut-Böse-Dualismus in moralischen Dingen. Im Vordergrund steht wie schon in Powys’ Roman Ducdame über einen jungen Squire aus Dorset, der sich zwischen seiner Geliebten und einer respektablen Ehe entscheiden muss, das verzweifelte Ringen um eine Lebensillusion, ohne die alles verloren ist, die er jedoch vor anderen sorgfältig verbirgt. Illusionslos geworden und ausgelaugt vom Kampf um sein Seelenheil, ist zwar seine Freiheitsillusion geplatzt. Er scheitert letzten Endes jedoch nicht, kann sich dem Sumpf entziehen und wirft sein Leben nicht weg. Die Erde Dorsets hat über seinen Idealismus gesiegt: forget and enjoy,

## Erzähltechnik und Stil
Der Roman präsentiert Ideen des 20. Jahrhunderts im konventionellen Erzählstil des 19. Jahrhunderts in exakt chronologischer Ordnung mit dauerhafter interner Fokalisierung: Es wird allein der Perspektive des Protagonisten erzählt, dem allerdings seine Handlungsmotive nicht immer klar sind. In zahlreichen Episoden trifft eine eng begrenzte Zahl von Akteuren (meist zwei bis vier) in wechselnden Konstellationen mehr oder weniger zufällig an teils symbolträchtigen Orten aufeinander. Die sich dabei entwickelnden Dialoge geben Anlass für Beobachtungen und Reflexionen Wolf Solents, die in Form des inneren Monologs präsentiert werden. Seine Gedanken sind assoziativ, jedoch fast immer vollständig ausformuliert; es handelt sich also nicht um einen echten Bewusstseinsstrom. Wolf selbst charakterisiert sein Denken als das „schwache dahintreibende Bewusstsein“ (396), das unablässig inneren Regungen und äußeren Hinweisen lauscht. Deren Wirkung wird durch zahlreiche Adjektive wie bewegt, freudig, aufwühlend, geheimnisvoll, sonderbar, grotesk, bedeutungsvoll, verwirrt usw. kommentiert oder hervorgehoben. Wolfs Handlungen folgen oft unklaren, verworrenen Impulsen; spontan ändert er oft seine Vorhaben, ohne dass er dafür explizite Gründe anzugehen weiß. Doch erscheinen viele seiner Aktionen nicht als vom Zufall, sondern von irgendeiner Vorsehung gesteuert. Durch diese Darstellungsweise erscheint er als Registrierender denn als aktiv und zielgerichtet Handelnder.
Die Rezipienten waren oft vom fast mystischen Naturerleben Wolf Solents beeindruckt. Meisterhaft erscheint auch aus heutiger Sicht die Zeichnung der Bedrohlichkeit von Alltagsbegegnungen, die zunehmend ambivalent, ja rätselhaft werden und dann wieder als völlig harmlos erscheinen. Oft handelt es nur um theatralische Posen, von denen sich Wolf Solent jedoch einschüchtern lässt. So steigert sich Wolfs besitzergreifende Mutter plötzlich in eine Haltung der Eifersucht gegenüber Gerda hinein, was Wolf als eine theatralische Pose enttarnt, die nur dazu dient, ihn einzuwickeln (327). Aber auch die anderen Menschen im Roman reagieren teils abrupt auf minimale Reize; ihr Verhalten erscheint inkonsistent, die Ursachen ihrer Ressentiments bleiben undeutlich, die von ihnen verbreiteten Gerüchte unbestätigt. Die Vorgänge auf dem Friedhof erschrecken die Akteure, bleiben jedoch ungeklärt, wie so vieles andere auch Vermutung bleibt. So kippt der Duktus des Romans immer wieder vom Mystizismus in eine sozialkritische Groteske über die ausgrenzende Wirkung von Dorfgeschwätz und Intoleranz.

## Rezeption
Der Roman, der vierte des damals in den USA lebenden Autors, musste um 300 Seiten gekürzt werden, bevor er in Druck ging. Er erfuhr in kurzer Zeit sechs Druckauflagen und machte den Autor bekannt, der zuvor schon drei andere, weniger erfolgreiche Romane veröffentlicht hatte. Die im Paul Zsolnay Verlag 1930 erschienene deutsche Übersetzung von Richard Hoffmann erscheint heute (ebenso wie das Nachwort Rolf Italiaanders aus den 1980er Jahren) recht veraltet; sie ist jedoch verlässlich und trifft den Duktus des Romans. Hans Henny Jahn, Max Brod, Hermann Hesse (der allerdings die Übersetzung kritisierte), Henry Miller (eine „Quelle der Schöpfung“, die „weder Wärme noch Licht bietet, sondern ewige Vision, Kraft und Mut“), Hermann Broch, Alfred Andersch, George Steiner (für den es ein schwieriges, aber das einzige Buch in englischer Sprache war, das an Tolstois Romane heranreicht), Iris Murdoch, Angus Wilson, Peter Handke und Simone de Beauvoir bewunderten den Roman. Steiner nennt Powys sogar den nach Herman Melville bedeutendsten Romancier englischer Sprache. H. H. Jahnn sieht in seiner Rezension von 1932 den Protagonisten in seiner unbedingten Suche nach starken Empfindungen als gescheitert an; viele Kritiker sehen in seiner Entwicklung jedoch den Prozess einer gelungenen Selbstfindung. Der kanadische Schriftsteller Robertson Davies, der von Powys beeinflusst ist, teilt Wolf Solents Perspektive von der Herrschaft des Geistes über die Materie. Andere Autoren halten Powys für einen Atheisten, Agnostiker oder Pantheisten.
Die „Arisierung“ des Zsolnay-Verlags 1938 behinderte die Rezeption des Romans und anderer Bücher Powys’ im deutschsprachigen Raum nach dem Kriege erheblich.

## Ausgaben
in englischer Sprache
- Wolf Solent, Simon & Schuster, New York 1929 (3 Bände, ab 4. Auflage 1929 in zwei Bänden)
- Wolf Solent, Jonathan Cape, London 1929
- Wolf Solent, Penguin Books, Harmondsworth 1984

deutsche Ausgaben
- Wolf Solent. Übersetzt von Richard Hoffmann, Verlag Paul Zsolnay, Berlin 1930 (3 Bände, Dünndruckausgabe in einem Band)
- Wolf Solent. Übersetzt von Richard Hoffmann, mit einem biographischen Nachwort von Rolf Italiaander. Verlag Paul Zsolnay, Hamburg 1960, 1986. ISBN 3-552-01826-3
- Wolf Solent. Übersetzt von Richard Hoffmann, Zweitausendeins. Frankfurt 1999
- Wolf Solent. (Nachdruck der Ausg. Frankfurt 1999.) Hanser Verlag, München 2003. ISBN 3-446-19817-2

französische Ausgabe
- Wolf Solent. Übersetzt von Serge Kaznakoff. Paris 1931

italienische Ausgabe
- Wolf Solent. Corbaccio, Mailand 2019 (Kindle)